# Assembleia Constituinte da Lituânia
A Assembleia Constituinte da Lituânia (em lituano:  Steigiamasis Seimas) foi democraticamente eleita em 1920 para esboçar e adotar a constituição da Lituânia de 1922.